# 黃原鼻白蟻
黃原鼻白蟻（学名：Prorhinotermes flavus）隸屬於鼻白蟻科（Rhinotermitidae）原鼻白蟻屬（Prorhinotermes），屬於巢食共處型（One-piece type），可在潮濕的漂流木及枯的植物中發現，此特性可能使他們能夠隨著漂流木播遷至遠方的島嶼。台灣原鼻白蟻分布於環南海的北部熱帶島嶼。
原鼻白蟻屬最常在在島嶼或是大陸的沿海地區被發現。

## 形態描述
以下形態描述中以孟賽爾顏色系統（Munsell Color System）描述顏色。

### 生殖型
背面觀：頭殼、觸角、胸背板及腹背板為黃色（10YR 7/8）；複眼黑色（2.5Y 2/0）；翅前緣及徑脈暗黃棕色（10YR 4/6）；整體來說，生殖型為淡黃色。
頭殼近圓形且中央具一前頭孔（fontanelle）。額部微凹，且在前頭孔的兩側各有一縱走的皺紋。後頭楯突起且中央具一連結至前頭孔的溝；前頭楯窄且半透明；上唇舌狀且黃色。複眼黑色（2.5Y 2/0），圓形且凸出；單眼橢圓形，黃白色，且有一單眼骨片。觸角17-19節，第一節最長，第三第四節最短，整體來說，節的長度由觸角的近端往遠端漸漸遞增。
前胸背板近半圓形，中央凸起且往前側的轉角慢慢下陷；前緣及側緣上升；前側的轉角圓潤；後緣及後側的轉角圓潤。膜質翅透明且不具毛；前緣及徑脈骨化。前翅具不分明且連續的中脈。在某些個案中，中脈分離且與臀脈癒合一或二次以形成室。後翅徑脈始端具一不骨化的中央分枝，中脈及臀脈在翅始端的三分之一處凸出0.2~1mm。
腹面觀：後頷（postmentum）黃色（2.5Y 7/8），倒五角形，兩觸角窩圓潤。頰，鬚及腹骨片為黃色 （2.5Y 8/8）。基節、轉節、腿節、徑節、附節淡黃色（2.5YR 8/4）；爪末端骨化；爪中葉存在。

### 兵蟻
頭殼以背面觀為水滴狀，黃色（10YR 7/8 或 2.5Y 8/8），位於前端的大顎關節及觸角窩較為骨化，側邊寬大且圓潤。額部稍微具皺紋。前頭孔存在，開口朝上，白色且圓形，直徑約等於0.06mm，一淺溝連接前頭孔與頭楯部的基部。頭殼以背面觀扁平。前頭孔位於接近頭頂的位置。額部從頭頂緩緩地傾斜。觸角窩稍微凹陷。眼點淡白色，頰部為黃色（10YR 8/8）且位於眼點後方不遠處，觸角坑的高度與之相同。頭楯部狹窄、白色且梯形。上唇黃色（10YR 7/8）且舌狀，大顎末端深黑棕色（10YR 2/2），顏色朝基部漸淺，基部為黃棕色（10YR 6/8）；大顎鋒面平滑地彎曲且生有不明顯的齒。左大顎基部的裏側稍微鋸齒形，基部與右大顎比起生有較突出的半圓形板。觸角16-20節，基端黃色（10YR 8/8）且朝末端漸呈黃白色；第一節最長；第三節最短；相對長度的觸角式通常為 2 > 3 < 4 = 5。後頷均勻地呈現黃色（10YR 8/8），以側面觀之，其圓滑地凸起，從頰部凸出。
前胸背板黃色（2.5YR 8/8），前端中央的緣稍微凹陷，前側的轉角圓滑；後緣呈凸面鏡狀；後側的轉角寬且圓滑。許多的兵蟻中、後胸背板上生有翅基（wing pads），中、後胸背板的寬度多變。整體來說，前胸背板稍比中、後胸背板寬，但並非絕對。腹腹板半透明。基節、轉節、腿節、脛節及附節為白色（10YR 8/2）；爪的末端稍微骨化；爪中葉存在。

### 補充生殖型
背面觀，頭殼、胸背板及腹背板顏色介於黃色（10YR seven-eighths）及紅黃色（7.5YR 7/8）之間；觸角淡棕色 （10YR 8/4）；複眼紅棕色（5Y 5/3）或紫色；腹背板顏色較其他階級深，如生殖型、工蟻、兵蟻，整體來說，補充繁殖型為紅黃色。頭殼為圓形。頭縫線明顯且為淡黃色，與頭殼的黃色（10YR 7/8）或紅黃色（7.5YR 7/8）形成對比，中央生有前頭孔，Y形分岔末端止於兩側的單眼。前頭孔黃色（10YR 8/8），圓滑的三角形，直徑0.12-0.16mm，開口不明顯。額部稍微凹陷，稍微皺褶。後頭楯部凸起，生有一淺溝連結至前頭孔。前頭楯部窄，半透明。上唇舌狀，凸起，黃色（10YR seven-eighths），末端透明。複眼圓形；短翅型補充生殖型複眼為紅棕色（5Y 5/3），而無翅型補充生殖型的複眼由數目不等的中央紅棕色小眼及外圍的白色小眼組成。單眼橢圓形，黃白色，直徑0.05-0.08mm。觸角16-20節，第一節最長，第一節及第二節較其他節骨化，第三節到第八節密集且短，不具有明顯的關節，使外觀看起來粗短，每節的長度由第三節起往末端遞增。
前胸背板前側及後側的轉角圓滑，前緣中央稍微凸出，後緣平滑。短翅型補充繁殖型的前胸背板較無翅型補充繁殖型的更廣更長。無翅型補充繁殖型的中、後胸背板較前胸背板寬約10%。短翅型補充繁殖型，中、後胸背板較前胸背板寬約20%。
腹面觀，腹腹板黃色（10YR 8/8 或 10YR 7/8），顏色較胸背板及腹背板淡。腹面大部分的結構，如後頷及足皆相似於生殖型。